# رضا محمدي (مقاطعة فارياب)
رضا محمدي (بالإنجليزية: Tolombeh-ye Gholam Reza Mohammadi)‏ هي مستوطنة تقع في كرمان في إيران. يقدر عدد سكانها بـ 74 نسمة .